# باقراوغلي
باقراوغلي هي قرية في مقاطعة خدا أفرين، إيران. عدد سكان هذه القرية هو 332 في سنة 2006.